# Martin Waldseemüller
Martin Waldseemüller, né en 1470 à Wolfenweiler (Allemagne, margraviat de Hachberg-Sausenberg (de)), et mort le 16 mars 1520 à Saint-Dié-des-Vosges (Duché de Lorraine), en latin médiéval (par condensation de son patronyme) Ilacomylus, Hilacomylus ou Hylacomylus, est un cartographe souabe de la Renaissance. On lui doit, en compagnie de Mathias Ringmann, l'invention du terme America pour désigner le Nouveau Monde dans son planisphère de 1507, en l'honneur de l'explorateur florentin Amerigo Vespucci.

## Vie
Waldseemüller s'initie à l'imprimerie dans l'atelier de son oncle installé à Bâle.
À l'âge de 20 ans (en 1490), il s'inscrit sous le nom de Martin Waltzemüller à l’université de Fribourg-en-Brisgau, le registre notant la présence de « Martinus Walzenmüller » le 7 décembre 1490, mais en revanche rien n'indique qu'il ait fait ses études dans cette université. Il est cependant évident qu'il étudie la théologie et qu'il se voue à l'étude de la géographie et de la cartographie.
Entré dans les ordres au service du diocèse de Constance, il continue à se spécialiser dans la cartographie. Il introduit une avance significative dans l'élaboration de petits globes terrestres en grande quantité en utilisant des impressions de séries de fuseaux en douze lunules sphériques qui sont ensuite découpées soigneusement sur leurs bords et collées sur une boule en bois. Appelé par le professeur d'université et humaniste Mathias Ringmann et le chanoine-procureur des mines lorrain Vautrin Lud, chapelain et conseiller ducal, véritable mécène des arts descriptif de la Terre, il se retrouve partie prenante pendant une saison au projet du Gymnase vosgien (Gymnasium Vosagense) de la collégiale de Saint-Dié en tant que dessinateur cartographe et imprimeur-conseil. Après 1508, ses rapports avec Mathias Ringmann sont houleux et difficiles. Outre l'historique mention America, Martin Waldseemüller réalise seul, avec l'appui financier du chanoine Lud, la première carte du duché de Lorraine vers 1508 et celle d'Alsace avant 1510. Le désengagement de Lud après 1510 marque la fin de la collaboration de Waldseemüller au Gymnase vosgien.
À partir de 1514, le duc de Lorraine procure un revenu sous forme de prébendes à Martin Waldseemüller, prématurément vieilli à la suite d'une maladie, en lui octroyant un poste de chanoine de l'église de Saint-Dié. Il y meurt le 16 mars 1520.

## Invention de l'«Amérique»

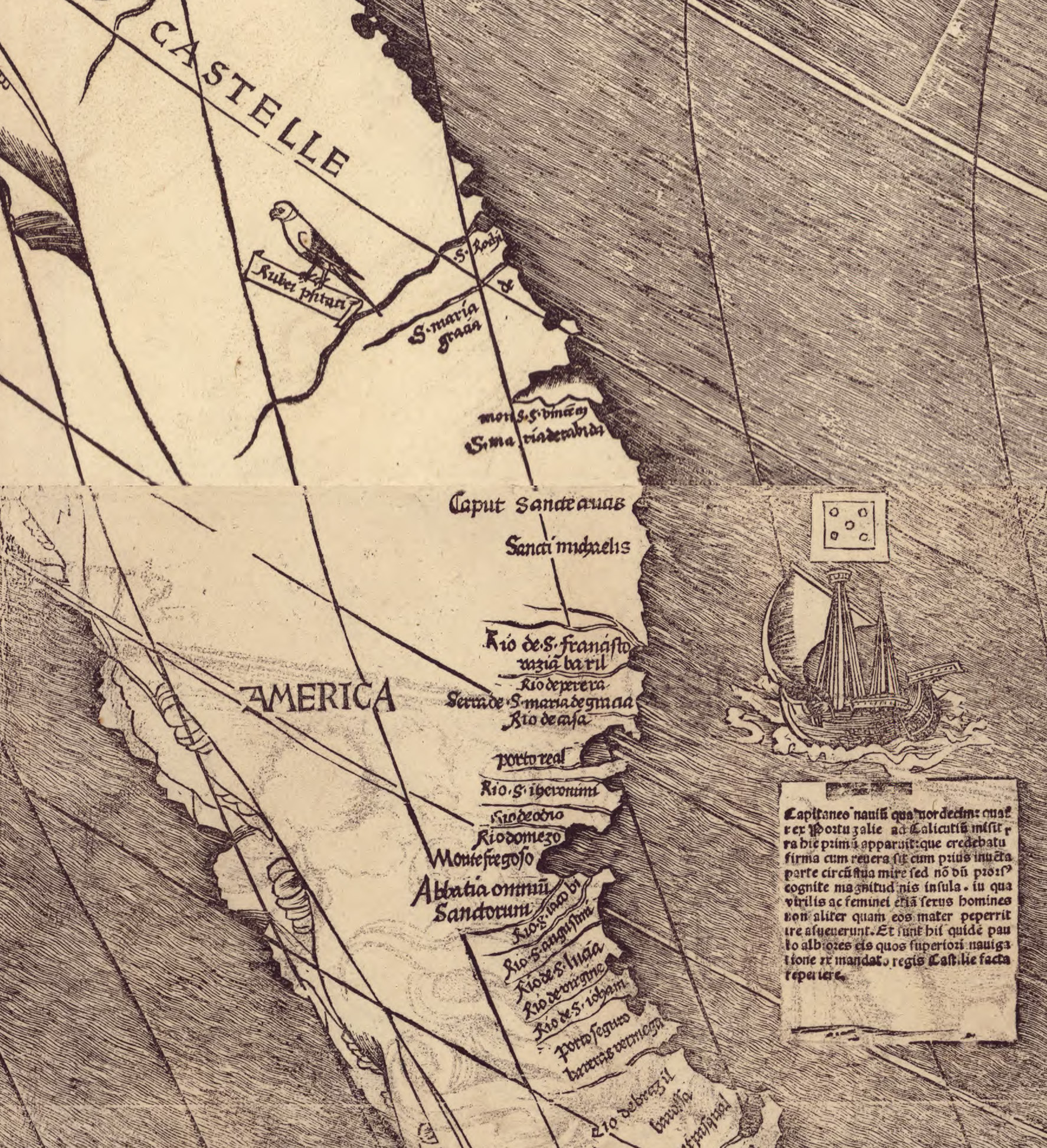
Détail du planisphère de Waldseemüller avec la mention « AMERICA »

Il publie le 25 avril 1507 dans Cosmographiæ Introductio une carte connue sous le nom de planisphère de Waldseemüller, où il utilise pour la première fois le mot « America » tiré du prénom de Vespucci pour désigner la partie sud du continent américain, plutôt que le nom de Colomb. Les historiens se sont demandé pourquoi il avait fait ce choix et il semble simplement que les voyages de Vespucci bénéficiaient à l'époque d'une plus grande notoriété. Amerigo Vespucci était le premier à reconnaître la quatrième partie du monde comme un monde nouveau ; il était, en fait,  le premier à avoir navigué suffisamment au sud de l'hémisphère sud pour reconnaître que ce ne pouvait être l'Asie. Sur le planisphère de 1507, l'Amérique du Nord actuelle n'est désignée que par la mention Terra vuida incognita (terre déserte inconnue). 
De 1507 à 1511, il travaille avec son collègue Mathias Ringmann (1482-1511, connu aussi sous le nom de Philesius) à la nouvelle édition latine de la Geographia de Ptolémée, sous le patronage de René II duc de Lorraine. Tandis que Ringmann corrige les textes de l'édition de Ptolémée, Waldseemüller s'occupe des cartes correspondantes et les complète de vingt cartes modernes. Cet ouvrage peut être considéré comme le premier atlas moderne. Il a expliqué : « En dessinant la carte générale du monde  nous n'avons pas exclusivement suivi Ptolémée, surtout pour les nouvelles terres... Et nous avons ainsi combiné les choses, que dans la mappemonde nous avons, sauf en ce qui concerne les nouvelles terres et quelques autres parties, suivi Ptolémée, mais que sur le globe  qui accompagne la mappemonde nous nous sommes conformé à la description suivante de Vespuce ». 
Dans une de ces cartes, Tabula Terre Nove, il tente de corriger son « erreur » d'avoir attribué à Vespucci les découvertes de Colomb ; sur l'Amérique du Sud, il inscrit : « Cette terre et les îles adjacentes ont été découvertes par Colomb de Gênes pour le compte des souverains de Castille. ».